# Йелич, Кристиан
Кристиан Стивен Йелич (англ. Christian Stephen Yelich, 5 декабря 1991, Таузанд-Окс) — профессиональный американский бейсболист, аутфилдер клуба МЛБ «Милуоки Брюэрс». Участник Матча всех звёзд лиги 2018 и 2019 годов. Обладатель наград «Золотая перчатка» (2014) и «Сильвер Слаггер» (2016, 2018 и 2019). Лучший отбивающий и Самый ценный игрок Национальной лиги в сезоне 2018. Обладатель Награды Хэнка Аарона 2018 и 2019 годов. Член Клуба 30-30.

## Карьера
Кристиан Йелич родился в городе Таузанд-Окс в Калифорнии в семье с богатыми футбольными традициями. Его дядя Крис в студенческие годы выиграл два Роуз Боула в составе команды Калифорнийского университета, а прадед по материнской линии Фред Герке играл в НФЛ, разработал и нарисовал первую эмблему клуба «Лос-Анджелес Рэмс» и работал генеральным менеджером в «Денвер Бронкос». Сам Кристиан в школе, кроме футбола, играл в баскетбол и бейсбол. В 2010 году он был выбран на драфте клубом «Майами Марлинс» в первом раунде под общим 23 номером. В августе он отклонил предложение стипендии от Университета Майами и подписал с клубом контракт. Сумма выплаченного игроку бонуса составила 1,7 млн долларов.
В 2011 и 2012 годах он признавался лучшим игроком фарм-системы «Майами Марлинс». В июле 2013 года Йелич впервые был вызван в главную команду и дебютировал в МЛБ. В 2014 году Кристиан провёл первый для себя полный сезон на высшем уровне. Показатель эффективности его действий в защите составил 99,6 % и Йелич стал шестым в истории «Марлинс» обладателем награды «Золотая перчатка». В марте 2015 года он продлил контракт с клубом до 2021 года с возможной опцией на сезон 2022. В начале сезона Кристиан играл не очень удачно, отбивая с показателем всего 17,8 %, а также пропустил три недели из-за травмы спины. После перерыва на Матч всех звёзд он играл стабильнее и завершил чемпионат с показателем 30,0 %. В сезоне 2016 года Йелич стал обладателем награды «Сильвер Слаггер» и был одним из кандидатов на приз Самому ценному игроку. В 2017 году в составе сборной США он стал победителем Мировой бейсбольной классики и вошёл в команду звёзд турнира.
В январе 2018 года в «Майами» начали обновление команды и обменяли Кристиана в «Милуоки Брюэрс» на Льюиса Бринсона, Монте Харрисона, Исана Диаса и Джордана Ямамото. В первой половине чемпионата он отбивал с показателем 28,5 %, выбил 11 хоум-ранов и набрал 36 RBI. По итогам голосования Йелич впервые в карьере получил приглашение на Матч всех звёзд лиги. 29 августа и 17 сентября Кристиан в играх против «Цинциннати Редс» выбил сайклы, став пятым в истории лиги игроком, выбившим два сайкла за сезон, и первым сделавшим это в играх против одной команды. 27 октября перед началом третьего матча Мировой серии Йелич получил приз Хэнк Аарон Эворд лучшему отбивающему Национальной лиги. Шестнадцатого ноября 2018 года Кристиан был объявлен Самым ценным игроком Национальной лиги, по итогам голосования он набрал 415 баллов, получив двадцать девять первых мест из тридцати возможных.
В регулярном чемпионате 2019 года Йелич отбивал с эффективностью 32,9 %, выбил 44 хоум-рана, набрал 97 RBI и украл 30 баз. Летом он второй раз подряд вошёл в число участников Матча всех звёзд. Последние три недели он пропустил из-за травмы правого колена. Второй год подряд он стал самым эффективным бьющим Национальной лиги. Также по итогам сезона Йелич в третий раз стал обладателем наград Сильвер Слаггер и Хэнк Аарон Эворд. Вместе с игроком «Атланты» Рональдом Акуньей Кристиан вошёл в Клуб 30-30. После двух успешных сезонов, в сокращённом регулярном чемпионате 2020 года атакующая эффективность Йелича заметно снизилась. В 58 сыгранных матчах он отбивал с показателем всего 20,5 %, выбив 12 хоум-ранов и набрав 22 RBI. Несмотря на проблемы в игре своего лидера, «Брюэрс» в третий раз подряд вышли в плей-офф, где в первом раунде проиграли будущим победителям Мировой серии «Лос-Анджелес Доджерс».